# Scandale (film, 2019)
Pour les articles homonymes, voir Scandale (homonymie) et Bombshell.
Pour plus de détails, voir Fiche technique et Distribution.
Scandale (Bombshell) est un film dramatique américain réalisé par Jay Roach, sorti en 2019. Il s'inspire des faits réels liés aux accusations contre Roger Ailes, cofondateur de Fox News Channel.

## Synopsis
Roger Ailes est l'un des créateurs de la chaîne de télévision d'information en continu américaine Fox News. Régnant en tyran depuis des années, il use de méthodes peu scrupuleuses avec comme objectif l'audience à tout prix. Il veut des journalistes sexy et des plans sur les jambes des présentatrices à l'antenne. Quand une jeune femme entre dans son bureau, il la fait défiler devant ses yeux et lui fait des propositions sexuelles. Ces méthodes ne sont plus du goût de Gretchen Carlson, retrogradée et évincée de l'émission Fox & Friends. Elle subit les remarques sexistes de son patron. En 2016, après son renvoi, elle décide de poursuivre Roger Ailes pour harcèlement sexuel. Cela va briser la « loi du silence » au sein de la chaîne mais également auprès d'anciennes employées. Parmi toutes ces femmes, il y a la célèbre présentatrice Megyn Kelly, qui sort d'une année difficile après des attaques personnelles portées par Donald Trump, lors des débats des primaires républicaines. Il y a également la jeune et ambitieuse Kayla Pospisil, qui a subi des  agressions sexuelles de Roger Ailes, en vue d'une éventuelle promotion.

## Fiche technique
- Titre original : Bombshell
- Titre français et québécois : Scandale
- Réalisation : Jay Roach
- Scénario : Charles Randolph
- Direction artistique : Christopher Brown
- Décors : Mark Ricker
- Costumes : Colleen Atwood
- Photographie : Barry Ackroyd
- Montage : Jon Poll
- Musique : Theodore Shapiro
- Production : A. J. Dix, Aaron L. Gilbert, Robert Graf, Beth Kono, Charles Randolph, Margaret Riley, Jay Roach
- Coproduction : Charlize Theron
- Production déléguée : Jason Cloth, Chris Conover, Ashley Levinson et Richard McConnell
- Sociétés de production : Bron Studios, Annapurna Pictures, Denver + Delilah Productions, Lighthouse Management & Media
- Sociétés de distribution : Lionsgate (États-Unis), Metropolitan FilmExport (France), Belga Films (Belgique)
- Budget : 35 millions de dollars[1]
- Pays d'origine :  États-Unis
- Langue originale : anglais
- Format : couleur — 2,39:1
- Genre : drame biographique
- Durée : 109 minutes
- Dates de sortie [2] :
  - États-Unis : 13 décembre 2019 (sortie limitée) ; 20 décembre 2019 (sortie nationale)
  - France : 22 janvier 2020
  - Belgique : 29 janvier 2020

## Distribution
- Charlize Theron (VF : Sophie Broustal ; VQ : Camille Cyr-Desmarais) : Megyn Kelly
- Nicole Kidman (VF : Danièle Douet ; VQ : Anne Bédard) : Gretchen Carlson
- Margot Robbie (VF : Dorothée Pousséo ; VQ : Catherine Brunet) : Kayla Pospisil
- John Lithgow (VF : Patrick Préjean ; VQ : Guy Nadon) : Roger Ailes
- Allison Janney (VF : Marie Vincent ; VQ : Chantal Baril) : Susan Estrich
- Malcolm McDowell (VF : Jean-Pierre Leroux ; VQ : Sébastien Dhavernas) : Rupert Murdoch
- Kate McKinnon (VF : Marie-Laure Dougnac ; VQ : Catherine Hamann) : Jess Carr
- Connie Britton (VF : Déborah Perret, VQ : Anne Dorval) : Beth Ailes
- Liv Hewson (VF : Rebecca Benhamour ; VQ : Dominique Laniel) : Lily Balin
- Brigette Lundy-Paine : Julia Clarke
- Rob Delaney (VF : Laurent Maurel ; VQ : Thiéry Dubé) : Gil Norman
- Mark Duplass (VF : Thierry Ragueneau) : Douglas Brunt (en) (Mari de Megyn Kelly)
- Stephen Root (VF : Guy Chapellier) : Neil Mullin
- Robin Weigert (VF : Emmanuelle Bondeville) : Nancy Smith
- Amy Landecker : Dianne Brandi
- Mark Moses (VF : Luc Bernard) : Bill Shine
- Holland Taylor (VF : Annie Balestra) : Faye
- Nazanin Boniadi : Rudi Bakhtiar (en)
- Ben Lawson : Lachlan Murdoch
- Josh Lawson : James Murdoch
- Alanna Ubach (VF : Juliette Degenne) : Jeanine Pirro
- Andy Buckley : Gerson Zweifac
- Brooke Smith : Irena Brigante
- Bree Condon : Kimberly Guilfoyle
- D'Arcy Carden (VF : Claire Morin) : Rebekah
- Richard Kind (VF : Patrice Dozier) : Rudy Giuliani
- Michael Buie : Bret Baier
- Marc Evan Jackson : Chris Wallace
- Anne Ramsay : Greta Van Susteren
- Jennifer Morrison (VF : Cathy Diraison) : Juliet Huddy
- Ashley Greene : Abby Huntsman (en)
- Ahna O'Reilly : Julie Roginsky (en)
- Elisabeth Röhm : Martha MacCallum (en)
- Alice Eve : (VF : Antonella Colapietro) :  Ainsley Earhardt (en)
- P. J. Byrne : Neil Cavuto (en)
- Spencer Garrett : Sean Hannity
- Madeline Zima : Edie
- Tricia Helfer : Alisyn Camerota
- Katie Aselton (VF : Angelique Kenney) : Alicia
- John Rothman (VF : Philippe Catoire) : Martin Hyman
- Donald Trump : lui-même (images d'archives)

## Production

### Genèse et développement
Le 18 mai 2017, peu après le décès de l'ancien fondateur de Fox News, Roger Ailes, Annapurna Pictures était sur le point de développer un film axé sur les accusations portées contre Ailes par des employées, notamment Megyn Kelly et Gretchen Carlson. Charles Randolph devait écrire le scénario du film .
Le 22 mai 2018, il est annoncé que Jay Roach va réaliser le film . Le 1er août 2018, il est annoncé que Roach, Randolph, Beth Kono, AJ Dix et Margaret Riley seront les producteurs du film avec Charlize Theron via sa société, Denver + Delilah Productions . Le 9 octobre 2018, il est annoncé qu'Annapurna Pictures quitte le projet, apparemment en raison d'inquiétudes concernant le budget croissant du film. Bron Studios confirme être toujours impliquée, alors que les producteurs auraient apparemment consulté Focus Features, Participant Media ou encore Amblin Entertainment pour potentiellement aider à financer le film . La semaine suivante, Lionsgate négocie pour rejoindre la production, après que Focus Features et Amblin Entertainment ont refusé le projet . À la fin du mois, Lionsgate conclut un accord pour la distribution du film .

### Attribution des rôles
En août 2018, il est révélé que Charlize Theron est en négociations pour incarner Megyn Kelly. Nicole Kidman est au même moment annoncée dans le rôle de Gretchen Carlson alors que Margot Robbie est en pourparlers pour jouer un personnage « composite » basé sur plusieurs personnes. Le 22 août 2018, John Lithgow est choisi pour incarner Roger Ailes. En septembre 2018, il a été rapporté qu'Allison Janney a été choisie pour camper l'avocate Susan Estrich et que Kate McKinnon jouera une productrice fictive,. En octobre 2018, il a été annoncé que Malcolm McDowell, Mark Duplass et Alice Eve incarnent respectivement Rupert Murdoch, Douglas Brunt et Ainsley Earhardt,. En novembre 2018, il a été signalé que Brigette Lundy-Paine et Liv Hewson rejoignent la distribution, tout comme Alanna Ubach, Elisabeth Röhm, Spencer Garrett, Connie Britton, Ashley Greene, Brooke Smith, Michael Buie, Nazanin Boniadi ou encore Bree Condon,,,,,,,. En décembre 2018, il a été annoncé que Rob Delaney rejoint la distrution du film dans un rôle non divulgué et qu'Ahna O'Reilly a été choisie pour le rôle de Julie Roginsky,.
En juin 2019, Robin Weigert révèle qu'elle a rejoint le film.

### Tournage
Le tournage débute le 22 octobre 2018 à Los Angeles, en Californie,.

## Accueil

### Critiques
Le film reçoit des critiques plutôt positives aux États-Unis. Sur l'agrégateur américain Rotten Tomatoes, il récolte 70% d'opinions favorables pour 276 critiques et une note moyenne de 6,71⁄10. Sur Metacritic, il obtient une note moyenne de 64⁄100 pour 46 critiques.
Le film reçoit globalement de bonnes critiques de la part de la presse française et obtient une moyenne de 3,5/5 sur Allociné. 
La Croix a beaucoup aimé le film, et dit que « Jay Roach et son scénariste Charles Randolph racontent dans un film efficace et percutant le début de la révolte des femmes ».
Le Nouvel Observateur a apprécié le film et dit que, « derrière l’apodictique étendard post-#Metoo, ce film dresse un portrait piquant de l’Amérique de Trump en galerie de monstres ».

### Box-office
| Pays ou région    | Box-office      | Date d'arrêt du box-office | Nombre de semaines |
| ----------------- | --------------- | -------------------------- | ------------------ |
| États-Unis Canada | 31 762 808 $    | 5 mars 2020                | 12                 |
| France            | 393 328 entrées | 10 mars 2020               | 7                  |
| Total mondial     | 61 404 394 $    | -                          | -                  |

## Distinctions principales

### Récompenses
- BAFTA 2020 : meilleurs maquillages et coiffures
- Oscars 2020 : meilleurs maquillages et coiffures

### Nominations
- Golden Globes 2020 : meilleure actrice dans un film dramatique pour Charlize Theron et meilleure actrice dans un second rôle pour Margot Robbie
- Oscars 2020 : meilleure actrice pour Charlize Theron et meilleure actrice dans un second rôle pour Margot Robbie
- BAFA 2020 : meilleure actrice pour Charlize Theron et meilleure actrice dans un second rôle pour Margot Robbie
- Satellite Awards 2020 : meilleur film dramatique, Satellite Award de la meilleure actrice dans un film dramatique pour Charlize Theron, meilleure actrice dans un second rôle pour Margot Robbie et Nicole Kidman